# Масакр у Сабри и Шатили
Масакр у Сабри и Шатили (арап. مذبحة صبرا وشاتيلا) су између 16. и 18. септембра 1982. спровели либански фалангисти. Када су Израелске одбрамбене снаге допустиле либанским наоружаним фалангистима да уђу у два палестинска избегличка логора, они су извршили масакр над цивилима у тим логорима. Спорно је да ли су Израелци морали да знају да ће доћи до масакра ако се узме у обзир атентат на вођу фалангиста Башира Гемајела два дана раније, као и дуга историја непријатељства између Палестинаца и фалангиста.
Тачан број убијених је споран, а процене се крећу између 328 и 3.500.
Фалангисти су били под директном командом Елијеа Хобеике, који је касније постао дугогодишњи члан либанског праламента, а током 1990их и министар. Хобеика је убијен 2002. Сматра се да је био под великим утицајем масакра у Дамуру 1976. (који су извршили Палестинци) у којем је погинуо већи део његове породице, као и вереница. Начелник генералштаба Израелске војске је био генерал Рафаел Еитан, а министар одбране Израела је био Аријел Шарон.
Након масакра су се чуле оштре оптужбе на рачун Израела и унутар Израела и из света, јер су кампови Сабра и Шатила били под контролом Израелских одбрамбених снага (IDF). Сами фалангисти који су починили убиства су остали поштеђени већине оптужби. Неки коментатори су наговештавали да је могуће да је Израелска војска била умешана у инцидент у некој мери.
Влада Израела је успоставила Каханову комисију која је истражила догађај и закључила да је Израел индиректно одговоран за њега. Извештај је навео да је требало да израелски команданти уоче могућност да ће доћи до покушаја освете, и да не дозволе фалангистима да уђу у избегличке логоре. Закључено је да је Аријел Шарон сносио личну одговорност за игнорисање опасности од крвопролића и освете, и за непредузимање неопходних мера за спречавање крвопролића. Комисија је предложила да Шарон буде смењен са чела министарства одбране, а он је након првобитног противљења дао оставку.